# میکرو اسمبلر (همگذار)
میکرو اسمبلر یک برنامه کامپیوتری است که به تهیه یک میکروگرام به نام firmware کمک می‌کند تا عملکرد سطح پایین رایانه را کنترل کند و به مانند یک اسمبلر به تهیه کد سطح بالاتر برای پردازنده کمک می‌کند. تفاوت در این است که ریزگردها معمولاً فقط توسط سازنده پردازنده ساخته می‌شوند و با سخت‌افزار رایانه کاملاً همکاری می‌کنند. در رایانه میکروپروگرام شده، میکروپروگرام مجموعه دستورالعمل‌ها را اجرا می‌کند که در آن هر برنامه عادی (از جمله برنامه‌های کاربردی و سیستم عامل‌ها) نوشته شده‌است. استفاده از میکروپروگرام به سازنده این امکان را می‌دهد تا خطاهای خاصی از جمله کار در مورد خطاهای طراحی سخت‌افزار را بدون اصلاح سخت‌افزار برطرف کند. وسیله دیگر استفاده از میکروپروگرام‌های تولید شده توسط میکرو مونتاژگر، اجازه دادن به سخت‌افزارهای مشابه برای اجرای مجموعه‌های مختلف دستورالعمل است. پس از مونتاژ، میکروپروگرام به یک فروشگاه کنترلی بارگذاری می‌شود تا بخشی از منطق واحد کنترل یک CPU شود.
برخی از میکرو ماسکرها عمومی تر هستند و در معماری رایانه ای مورد هدف قرار نمی‌گیرند. به عنوان مثال، از طریق استفاده از قابلیت‌های شبیه به ماکرو مونتاژ کننده، شرکت تجهیزات دیجیتال از میکرو مونتاژ کننده MICRO2 خود برای طیف بسیار گسترده‌ای از معماری‌ها و پیاده‌سازی‌های رایانه ای استفاده کرد.
اگر اجرای رایانه ای از یک فروشگاه کنترل، پشتیبانی کند، میکروآمبلر معمولاً به عنوان ابزاری برای نوشتن میکروکد سفارشی در اختیار مشتریان قرار می‌گیرد.
در فرایند مونتاژ میکروکد، می‌توان قبل از توزیع، ریزگرد را با ابزار تقلید بررسی کرد. امروزه، میکرو کدگذاری احیای دوباره را تجربه کرده‌است، زیرا امکان اصلاح و بهینه‌سازی سیستم عامل واحدهای پردازشی که قبلاً تولید شده یا فروخته شده‌اند، به منظور سازگاری با سیستم عامل‌های خاص یا رفع اشکالات سخت‌افزاری امکان‌پذیر است. با این حال، یک میکرو ماسبلر قابل استفاده برای CPUهای امروزی برای دستکاری میکروکد موجود نیست. متأسفانه، از میکرو کد پردازنده معمولاً اطلاعات اختصاصی دریافت می‌شود، بنابراین به‌دست آوردن اطلاعات در مورد چگونگی اصلاح آن دشوار است.